# Dezentrale Aktenführung
Eine dezentrale Aktenführung ist bei größeren Behörden unerlässlich. Die Akten werden nach Organisationseinheiten geführt, die die aktenführende Stelle bildet. Entsprechend zahlreich sind die Aktenbestände. Jeder Aktenbestand enthält nur das bei der jeweiligen Organisationseinheit angefallene Schriftgut und wird nach den Ordnungsvorschriften der Behörde einheitlich geführt, wobei der gesamte Aktenplan zur Verfügung steht. Die Aktenbestände aller aktenführenden Stellen einer Behörde ergeben dann theoretisch den Gesamtaktenbestand.